# Caffè Aragno
Il Caffè Aragno è stato uno dei più famosi ritrovi artistici di Roma, frequentato da letterati e pittori.
Ha operato in Via del Corso dal 1886 al 1955, anno nel quale prese il nome di "Caffè Alemagna". Nel 1977, grazie alla fusione dei marchi Motta, Alemagna e Pavesi, entrò a far parte del gruppo Autogrill S.p.A., che sarebbe rimasto nelle partecipazioni statali fino al 1995, prendendo il nome di "Roma Corso".

## Storia
Frequentato da deputati e da ministri, fu ben presto al centro non solo della mondanità, ma anche della cultura romana. Situato al civico 180 di via del Corso, all'interno di palazzo Marignoli, raggiunse il massimo della sua fama nei primi trent'anni del Novecento. I letterati si ritrovavano soprattutto nella "terza saletta" che Orio Vergani nel 1938 definì il "sancta sanctorum della letteratura, dell'arte e del giornalismo" (Orio Vergani, 1938).  Tra i frequentatori spiccano Vincenzo Cardarelli, Roberto Bracco e Antonio Baldini che curò il primo numero della "Ronda".
Frequentarono il caffè Aragno anche F. T. Marinetti, Bragaglia, Mario Pannunzio, Mariátegui e Leonardo Sinisgalli.
Alla Galleria nazionale d'arte moderna e contemporanea è conservato un dipinto di Amerigo Bartoli del 1930 dal titolo Gli amici al caffè (vincitore del premio della Biennale di Venezia) che rappresenta Emilio Cecchi, Vincenzo Cardarelli, Carlo Socrate, Ardengo Soffici, Antonio Baldini, Pasqualina Spadini, Giuseppe Ungaretti, Mario Broglio, Armando Ferri, Quirino Ruggeri, Roberto Longhi, Riccardo Francalancia, Aurelio Saffi, Bruno Barilli, oltre al ritratto dello stesso pittore Bartoli.
Dopo il delitto Matteotti il titolare storico Giuseppe Aragno, socialista ed ex amico di Mussolini, manifestò ostilità al regime fascista e lasciò Roma, finendo i suoi giorni negli Stati Uniti. Nel 1951 i locali del caffè furono sottoposti a importanti lavori di trasformazione progettati dall'architetto Attilio Lapadula.
L'8 giugno 2014 il locale è stato definitivamente chiuso e i dipendenti ricollocati altrove.
Dal 27 maggio 2021 la storica sede del Caffè Aragno ospita un Apple Store.